# Daniel Hajdu
Daniel Hajdu (* 7. November 1964 in Göttingen) ist ein deutscher Schauspieler.

## Leben
Seine Schauspielausbildung absolvierte Daniel Hajdu an der Staatlichen Folkwang-Hochschule in Essen.
Erst spielte Hajdu einige Gastrollen unter anderem in Düsseldorf und Essen am Theater. Später erhielt er auch feste Engagements zum Beispiel in Wuppertal, Heidelberg und Basel.
Am Zürcher Schauspielhaus war Daniel Hajdu in der Spielzeit 2004/05 in Arthur Schnitzlers „Das weite Land“ zu sehen. 
Im Fernsehen wirkte Hajdu unter anderem in den Filmen „Gegen den Strom“ und „Operation Medusa“ mit.
Auch in der Krimireihe „Tatort“ hatte Hajdu schon eine Rolle.
Bereits im Jahre 1986 verkörperte er die Rolle des „Frank Dressler“ in der Serie „Lindenstraße“ (Folge 6-47). Die Rolle wurde später (ab Folge 57) mit Christoph Wortberg neu besetzt.
Zurzeit unterrichtet er als Wirtschaftslehrer an der Kantonsschule Enge und leitet das dortige Jugendtheater.

## Filmografie (Auswahl)
- 1986: Lindenstraße (Fernsehserie, acht Folgen)
- 1988: Die Bertinis (Fernsehmehrteiler)
- 1994–1996: Die Wache (Fernsehserie, 35 Folgen)
- 2003: Tatort – Der schwarze Troll (Fernsehreihe)
- 2004: Bella Block: Hinter den Spiegeln (Fernsehserie, eine Folge)
- 2005: Der Dicke (Fernsehserie, eine Folge)
- 2005: Doppelter Einsatz (Fernsehserie, eine Folge)